# Alexandré Pölking
Alexandré „Mano“ Pölking (* 12. März 1976 in Montenegro) ist ein deutsch-brasilianischer Fußballtrainer und ehemaliger Fußballspieler.

## Karriere

### Spieler
Alexandré Pölking kam als BWL-Student nach Bielefeld und spielte dort von 2001 bis 2003 beim VfB Fichte Bielefeld in der Oberliga Westfalen. Für Bielefeld stand er 59-mal auf dem Spielfeld und erzielte 15 Tore. Im Juli 2003 unterschrieb er einen Vertrag bei Arminia Bielefeld II. Dort spielte er ebenfalls eine Saison in der Oberliga Westfalen und eine Saison in der Regionalliga Nord. Über den SV Darmstadt 98, der in der Regionalliga Süd spielte, wechselte er im Juli 2005 nach Zypern. Hier nahm ihn der Erstligist Olympiakos Nikosia aus der Hauptstadt Nikosia unter Vertrag. Die Saison 2006/07 wurde er an den Ligakonkurrenten APOEL Nikosia ausgeliehen. Am 13. August 2008 beendete er seine Karriere als Fußballspieler.

### Trainer
Alexandré Pölking startete seine Karriere als Trainer 2008 als Co-Trainer von Winfried Schäfer in den Vereinigten Arabischen Emiraten beim Al Ain FC. Der Verein spielte in der ersten Liga, der UAE Pro League. Die zweite Jahreshälfte 2010 stand er wieder als Co-Trainer bei dem von Winfried Schäfer trainierten FK Baku aus Aserbaidschan unter Vertrag. Am 1. Juli 2011 folgte er Winfried Schäfer nach Thailand. Hier war er Co-Trainer bei der thailändischen Nationalmannschaft. Ende 2012 übernahm er das Traineramt des thailändischen Erstligisten Army United. Hier löste er den thailändischen Trainer Paniphon Kerdyam ab. Mit dem Verein aus der Hauptstadt Bangkok belegte er den 10. Tabellenplatz. Anfang 2014 wechselte er zum Ligakonkurrenten Suphanburi FC. Hier übernahm der das Amt von Phayong Khunnaen. Für den Verein aus Suphanburi stand er bis Mai 2014 unter Vertrag. Im Juni 2014 verpflichtete ihn der ebenfalls in der ersten Liga spielende Bangkok United. Mit dem Verein wurde er 2016 und 2018 Vizemeister. Im Finale um den FA Cup stand er mit Bangkok im Jahr 2017. Das Finale gegen Chiangrai United wurde mit 4:2 verloren. Im Oktober 2020 kündigte er nach der Niederlage gegen den Sukhothai FC seinen Vertrag bei Bangkok United. Hồ Chí Minh City FC, ein Verein aus Vietnam, nahm ihn Ende 2020 unter Vertrag. Der Verein aus Ho-Chi-Minh-Stadt spielte in der ersten vietnamesischen Liga, der V.League 1. Ende September 2021 verließ er den Verein und kehrte nach Thailand zurück. Hier übernahm er als Nachfolger vom Japaner Akira Nishino das Amt des Nationaltrainers. Sein erster großer Erfolg mit der thailändischen Nationalmannschaft war der Gewinn der Südostasienmeisterschaft 2021. Hier konnte man sich in zwei Endspielen gegen Indonesien durchsetzen. Das Hinspiel wurde mit 4:1 gewonnen, im Rückspiel trennte man sich 2:2. Ein Jahr später konnte man den Titel erfolgreich verteidigen, dieses Mal mit 2:2 und 1:0 gegen Vietnam. Im November 2023 wurde Pölking nach den ersten beiden Partien der WM-Qualifikation vom thailändischen Verband entlassen und durch den Japaner Masatada Ishii ersetzt. Am 23. Mai 2024 vermeldete dann der vietnamesische Erstligist Công An Hà Nội FC die Verpflichtung Pölkings als neuen Trainer. Im Mai 2025 stand er mit Công An Hà Nội FC im Finale der ASEAN Club Championship. Hier konnte man sich jedoch gegen den thailändischen Vertreter Buriram United in zwei Endspielen nicht durchsetzen.

## Erfolge

### Trainer

#### Verein
Bangkok United
- Thailändischer Vizemeister: 2016, 2018

- Thailändischer Pokalfinalist: 2017

Công An Hà Nội FC
- ASEAN Club Championship-Finalist: 2024/25

#### Nationalmannschaft
Thailand
- Südostasienmeisterschaft: 2021, 2022